# Pierre Hassner
Pierre Hassner, född 30 januari 1933 i Bukarest, död 26 maj 2018, var en rumänsk-fransk filosof och geopolitisk teoretiker.
Hassner föddes i Rumänien, men familjen flydde från den kommunistiska regimen och bosatte sig i Frankrike 1948. 1957 blev han fransk medborgare. Han studerade vid elitskolan École normale supérieure och senare även för Raymond Aron och Leo Strauss.
Hassners tänkande kretsade kring internationella relationer och geopolitik - ämnen som han sökte belysa ur filosofisk infallsvinkel. Han skrev bland annat om utvecklingen av internationella konflikter under kalla kriget, men även efter Berlinmurens fall. Han använde begreppet demokratur för att beskriva till exempel regimen i Ryssland efter kalla kriget.
I en känd artikel hävdade Hassner att världen gått från ett liberalt tillstånd à la John Locke, med inslag av Immanuel Kant, till ett allas krig mot alla à la Thomas Hobbes, med inslag av Friedrich Nietzsche och Karl Marx. Han tolkade bland annat 11 september-attackerna i ljuset av denna teori.